# John Chisum
John Simpson Chisum (15 de agosto de 1824 - 23 de diciembre de 1884) fue un adinerado ganadero del oeste estadounidense de la segunda mitad del siglo XIX. Nacido en el condado de Hardeman, Tennessee, la familia de Chisum se trasladó a Texas en 1837, donde encontró trabajo como contratista de obras. También trabajó como contable en el condado de Lamar, Texas.

## Biografía
Chisum entró en el negocio del ganado en 1854 y se convirtió en uno de los primeros en enviar sus rebaños a Nuevo México. Consiguió tierras a lo largo del Río Pecos por derecho de ocupación y con el tiempo se convirtió en el propietario de un gran rancho en Bosque Grande, a unas 40 millas al sur de Fort Sumner, con alrededor de 100.000 reses. En 1866-67, Chisum se asoció con los ganaderos Charles Goodnight y Oliver Loving para juntar y conducir rebaños de ganado para venderlos al ejército en Fort Sumner y Santa Fe, Nuevo México, para proveer ganado a los mineros en Colorado así como proveer ganado al rancho Bell.

### Muerte
Chisum murió en Eureka Springs, Arkansas el 23 de diciembre de 1884, a los 60 años. Nunca se casó y dejó sus propiedades valoradas en 500.000 dólares a sus hermanos Pitzer y James. Mientras estuvo en Bolivar, Texas, vivió con una joven esclava llamada Jensie y tuvo con ella dos hijas. La relación se describe en un libro llamado Three Ranches West. [cita requerida] Chisum tuvo una gran familia viviendo con él en el rancho South Springs en Roswell, esta familia, junto con los trabajadores, llegaban a las dos docenas en el recinto principal del rancho. La sobrina de Chisum, Sallie, hija de su hermano James, se convirtió en una persona muy querida en la zona, donde vivió hasta 1934. Ambos, ella y su tío John tienen estatuas en su memoria en Roswell y Artesia. [cita requerida]

## La guerra del condado de Lincoln

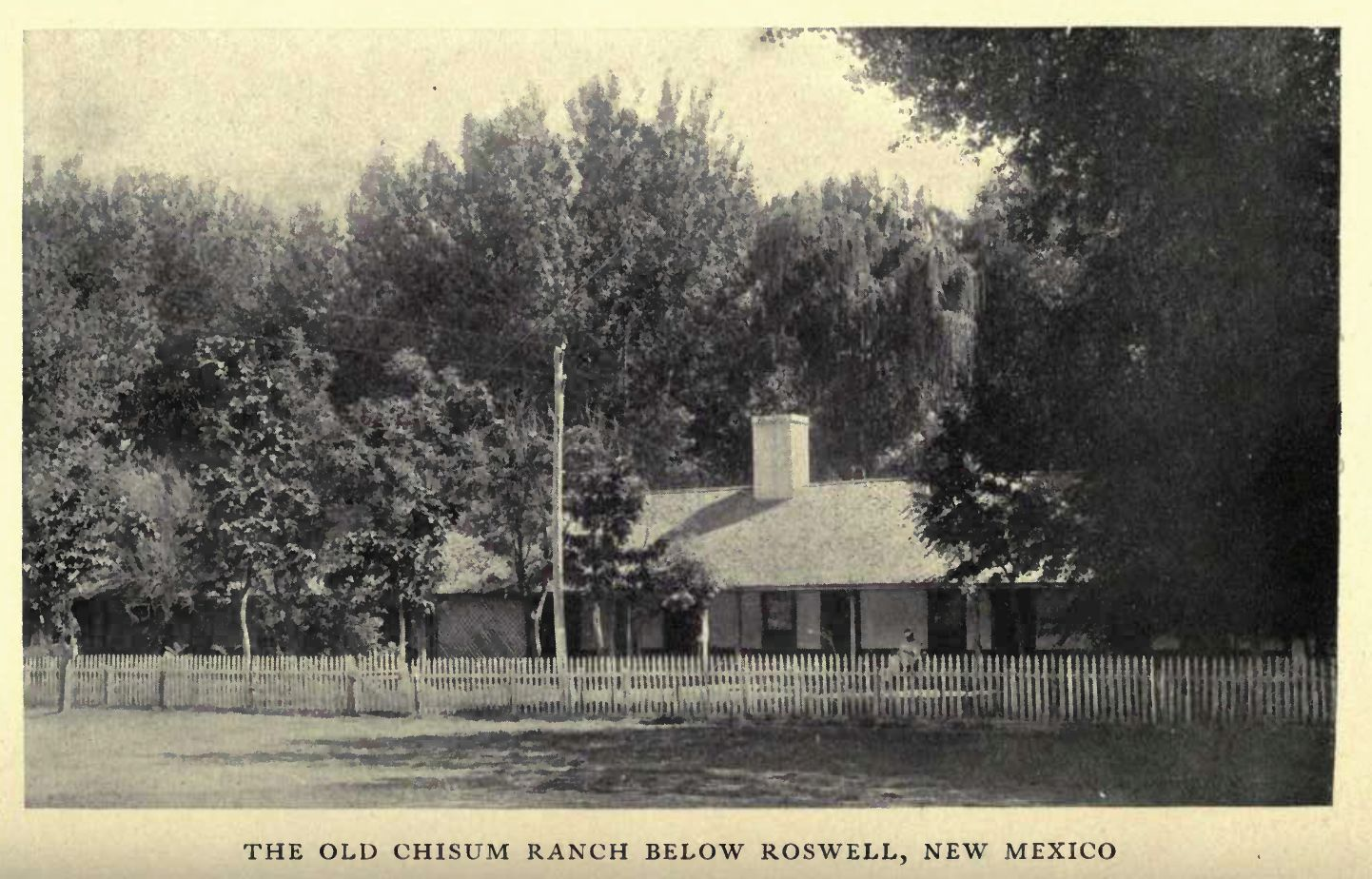
Rancho Chisum cerca de Roswell, NM

Chisum era socio de Alexander McSween, un personaje preeminente en la Guerra del condado de Lincoln con dinero, consejos e influencias. Desempeñó un papel en la disputa entre las facciones opuestas de granjeros ganaderos y propietarios de negocios. Cuando Lewis Wallace tomó el cargo de gobernador de Nuevo México, el 1º de octubre de 1878, proclamó una amnistía para todos aquellos involucrados en la cruel disputa. Sin embargo, tras la rendición a las autoridades de Billy el Niño, se le advirdió que sería acusado de asesinar al sheriff William J. Brady. 
Billy el Niño escapó de la cárcel y fue a ver a Chisum. Billy decía que le debía 500 dólares, pero Chisum se negó a pagarle, aduciendo que le había dado a Billy caballo, provisiones y protección durante años a modo de pago. Billy el Niño prometió robarle suficiente ganado para compensar esa cantidad. La banda de Billy el Niño también robó a otros ganaderos y se convirtió en un serio problema en el condado de Lincoln. Su banda incluía a Dave Rudabaugh, Billy Wilson, Tom O'Folliard y Charlie Bowdre. En 1880, Chisum participó en la elección de Pat Garrett como sheriff del condado de Lincoln. En diciembre de 1880, Garrett disparó y mató a dos hombres de la banda de Billy el Niño, Tom O'Folliard y Charles Bowdre. Billy el Niño, Dave Rudabaugh y Billy Wilson fueron posteriormente o bien capturados o bien muertos por Garrett. [cita requerida]

## Cinematografía
Chisum y su historia han sido llevados al cine varias veces. Algunos de los actores más importantes que le han representado son John Wayne en Chisum (1970), Barry Sullivan en Pat Garrett & Billy the Kid (1973) y James Coburn en jóvenes pistoleros II (1990).